# Obstetrisk plexusskada
Obstetrisk brachialplexusskada, OBP (eng.Obstetrical Brachial Plexus Palsy- OBPP) innebär en paralys av övre extremiteter orsakat av en kompression eller traktion av den övre delen av brachialplexat vid födseln. OBPP är alltså en undergrupp inom brachialplexusneuropatierna, den generella termen för sjukdomar och skador som drabbar nervrötter- såväl som perifera delar av brachialplexat. Andra benämningar är Erbs pares eller Klumpkes pares. 
Den exakta incidensen av obstetriska plexusskador är inte känd, men enligt beräkningar från Svenska födelseregistret ses en ökning från 0.1% 1973 då registreringen av diagnoser påbörjades, till 0.2%  2008.
De påföljande kliniska manifestationerna efter OBP är smärta i arm, axel och skuldra, muskelsvaghet och nedsatt känsel. Muskelkontraktioner ger ofta en karakteristisk inåtrotation av armen och en felställning i axelleden som begränsar rörelseförmåga och abduktion av armen. Skadan upptäcks ofta direkt vid födseln (frekvensen är högre vid svåra förlossningar med "shoulder dystocia" och höga födelsevikter på >4500g) och vanligen utreds barnet för att vid behov kunna genomgå en nervrekonstruktion vid ca 3 månaders ålder. Trots kirurgiska åtgärder så är sekundära följder vanliga med muskelkontraktion och malformationer i skuldra och axelled.

## Behandling och habilitering
Behandlingsförloppet varierar beroende på traumats omfattning och nervstammarnas utseende – om skadan är pre- eller postganglionär. Den primära rekonstruktionen av perifera nerver utförs av specialist på klinik som handlägger plexusskador.